# Cyrtopogon gorodkovi
Cyrtopogon gorodkovi là một loài ruồi trong họ Asilidae. Cyrtopogon gorodkovi được Lehr miêu tả năm 1966. Loài này phân bố ở vùng Cổ Bắc giới.